# Stara Dąbrowa (Mazovie)
Pour les articles homonymes, voir Stara Dąbrowa.
Stara Dąbrowa (prononciation : [ˈstara dɔmˈbrɔva]) est un village polonais de la gmina de Leoncin dans le powiat de Nowy Dwór Mazowiecki de la voïvodie de Mazovie dans le centre-est de la Pologne.
Il se situe à environ 13 kilomètres au sud-ouest de Nowy Dwór Mazowiecki (siège du powiat) et à 33 kilomètres au nord-ouest de Varsovie (capitale de la Pologne).
Le village compte approximativement une population de 260 habitants.

## Histoire
De 1975 à 1998, le village appartenait administrativement à la voïvodie de Varsovie.